# Jean VI de Fossé
Jean VI (ou X) de Fossé, né à Toulouse en 1554 et mort le 13 mai 1632, est un prélat français du XVIe siècle et du XVIIe siècle. Il est l'oncle de Jean VII de Fossé, évêque de Castres de 1632 à 1654.

## Biographie
Après la mort de Claude d'Oraison, le cardinal Charles de Lorraine fait des démarches pour obtenir le diocèse de Castres et y parvient sans peine. Six mois plus tard, il le cède à Jean de Fossé, moyennant une pension de 6 000 livres. 
Jean de Fossé est successivement chanoine métropolitain de Toulouse et docteur en théologie de la maison de Navarre à Paris. Devenu évêque de Castres, alors que la ville est une place-forte protestante, il soutient fortement la Ligue catholique et rappelle les chanoines et les prêtres qui en sont expulsés par les religionnaires. Il commence à faire célébrer le culte catholique à Castres. De Fossé obtient que la chambre de l'Édit soit transférée de L'Isle à Castres. Peu après, il excommunie les magistrats de l'édit, à la suite de discussions. Après une plainte au parlement de Toulouse, l'évêque est condamné à 2 000 écus d'amende pour le fait d'excommunication et à 1 200 écus pour n'avoir pas fait bâtir des églises à Castres. Fossé refuse de se soumettre à la décision du parlement et les huissiers de cette cour saisissent des meubles de l'évêque, et les mettent en vente. Fossé fait reconstruire la cathédrale Saint-Benoît de Castres.
Sans doute à la demande d'Henri II de Montmorency, il reçoit le 3 octobre 1614 comme coadjuteur et futur successeur Balthazar de Budos qui est simultanément nommé évêque titulaire d'Augustopolis-en-Phrygie, et qu'il consacre comme tel le 15 août 1617. Toutefois le siège épiscopal d'Agde étant vacant depuis 1622 Balthazar de Budos y est promu évêque en 1626. Jean de Fossé obtient alors comme nouveau coadjuteur son neveu homonyme et futur successeur Jean VII de Fossé.